# Catfish Rising
Catfish Rising je album britské progressive rockové skupiny Jethro Tull, vydané v roce 1991. Je prvním a posledním bluesově laděným albem Jethro Tull od roku 1968, kdy vyšlo album This Was. Je prvním albem Jethro Tull na kterém se objevil nový hráč na klávesové nástroje Andrew Giddings.

## Seznam skladeb
| Pořadí | Název                                   | Délka |
| ------ | --------------------------------------- | ----- |
| 1.     | This Is Not Love                        |       |
| 2.     | Occasional Demons                       |       |
| 3.     | Roll Yer Own                            |       |
| 4.     | Rocks On The Road                       |       |
| 5.     | Sparrow On The Schoolyard Wall          |       |
| 6.     | Thinking Round Corners                  |       |
| 7.     | Still Loving You Tonight                |       |
| 8.     | Doctor To My Disease                    |       |
| 9.     | Like A Tall Thin Girl                   |       |
| 10.    | White Innocence                         |       |
| 11.    | Sleeping With The Dog                   |       |
| 12.    | Gold-Tipped Boots, Black Jacket And Tie |       |
| 13.    | When Jesus Came To Play                 |       |

## Remaster
V září 2006 bylo vydáno remasterované album s následujícími dodatečnými skladbami:
- Night in the Wilderness
  - B-strana z jednoho singlu vydaného v době éry Catfish Rising.
- Jump Start (live)
  - Nahráno v The Tower Theater, Upper Darby, PA 25. listopadun 1987.
  - Objevuje se jako B-strana UK singlu „This Is Not Love."

## Obsazení
- Ian Anderson - zpěv, akustická a elektrická kytara, mandolína, flétna, perkusy, klávesy
- Martin Barre - kytara
- Dave Pegg - akustická a elektrická baskytara
- Doane Perry - bicí

Dále účinkovali:
- Andy Giddings - klávesy na stopách 1, 4, 8
- Foss Peterson - klávesy na stopě 10
- John Bundrick - klávesy na stopě 11
- Matt Pegg - baskytara na stopách 1, 4, 7

## "Roll Yer Own" a Gloria Hunniford
"Roll Yer Own" je písnička o ženské masturbaci. V roce 1991, kdy bylo album vydáno, objevil se Ian jako host v pořadu amerického rádia, nazvaném Upclose. Tento pořad byl nahrán a vydán na CD (v omezené edici). V průběhu pořadu Ian řekl, že před pár týdny byl ve velice trapné situaci, když dělal pořad pro BBC Radio 2 stanici která je, jak Ian řekl, "cílena na, jestli se to mohu odvážit říct a nemám rád to slovo, ženy v domácnosti".
Gloria Hunniford, hostitelka toho pořadu, nechtěla hrát skladbu "This Is Not Love". Řekla že by to bylo "tak trochu příliš rockové" pro její pořad a že by radši hrála „Roll Yer Own“. Pak požádala Iana "aby [jí] řekl o čem to je". Ian se tomu snažil vyhnout a dělal zoufalá gesta na druhé straně mikrofonu, zkoušejíc změnit téma: Nechme toho a pusťme si radši písničku.
Ale Gloria se vytrvale držela svého, až z toho byla docela rozhozená, protože jí Ian neodpovídal. Pak konečně Ian řekl: "Glorie, promiň, ale dohnala jsi mě k tomu - zoufale hledám vhodné slovo ve svém slovníku, abych nemusel v živém vysílání radia BBC v tuto denní dobu použít slovo ženská masturbace.". Gloria se naštvala a zakřičela: "Cože? Vypadni ze studia!". Vyhodila Iana ze studia i přes tu skutečnost, že ho to vlastně sama donutila říct.